# Maria Francisca Moscardó Ramis de Ayreflor
Maria Francisca Moscardó Ramis de Ayreflor   (Artà, 1930 - Palma, 2007) va ser una poetessa artanenca. Va llicenciar-se en filosofia i lletres a la Universitat de Barcelona l'any 1953 i es doctorà en filosofia a la Universitat de les Illes Balears l'any 1991 amb una tesi sobre Søren Kierkegaard.
Filla de l'advocat, Secretari de l'Ajuntament i Magistrat de l'Audiència, Fernando Moscardó i Canals, i d'Asunción Ramis de Ayreflor i Sureda. Des de la seva infància es va sentir molt atreta per la lectura, especialment la poesia, i de ben prest ja va començar a escriure versos. Va formar part de la Agrupación Hispana de Escritores i va col·laborar amb diverses revistes literàries. Ayreflor està inclosa en el Directory of International Writters and Artists 1987 i al International Poetry 1987, ambdós de la Universitat de Colorado at Boulder, dels Estats Units d'Amèrica, universitat que també va seleccionar-la com a "poeta internacional". Figura també al World Poetry 1989 de Seul, Corea, i en la VII Antologia de Poesia Contemporania de Lisboa, 1990. Ha obtingut diversos premis de poesia, i posseeix el Diploma d'Honor de International Literature.
Ayreflor és autora dels llibres de poemes Alma de nubes y céfiros (1983), Los molinos son gigantes (1983), Escorzos i cadencias (1985), Retorno al Mediterráneo (1986), Itinerario Existencial (1987) i La lluvia se hace llanto y arco-iris (1992).